# Ravnkær Sogn
Ravnkær Sogn (på tysk: Kirchspiel Rabenkirchen) er et sogn i det sydlige Angel i Sydslesvig, tidligere i Slis Herred (Gottorp Amt), nu kommunerne Ravnkær-Fovlløk, Grødersby og den vestlige del af Dollerødmark i Slesvig-Flensborg i delstaten Slesvig-Holsten.
I Ravnkær Sogn findes flg. stednavne:
- Bedsted Kro (Bedtstedt)
- Dollerød gods (Dollrot)
- Dollerødmark (Dollrotfeld)
- Dollerødvad
- Fovlløk (Faulück)
- Fovlløklund (Faulücklund)
- Fovlløkmark (Faulückfeld)
- Gammelgaard
- Havretved el. Habertved (Habertwedt)
- Karskov (Karschau)
- Kongsten
- Lille Grødersby (også Lille Grødesby, Klein-Grödersby)
- Ravnkær (også Ravnkjær, Rabenkirchen)
- Ravnkærkskov (Rabenkirchenholz)
- Spinkerød (Spinkery)
- Stenrøddam
- Store Grødersby (også Stor Grødesby, Groß-Grödersby)